# 田熊町
田熊町（たくままち）は、広島県御調郡にあった町。現在の尾道市の一部にあたる。ハッサクの原産地。沿岸部の埋立などにより土地造成が進み、農地・工場用地・住宅地として利用された。

## 地理
- 海洋：瀬戸内海
- 島嶼：因島[2]

## 歴史
- 1889年（明治22年）4月1日、町村制の施行により、御調郡田熊村が単独で村制施行し、田熊村が発足[1][2]。大字は編成せず[2]。
- 1912年（大正元年）因島電気の発電所操業[2]。
- 1949年（昭和24年）4月1日、町制施行し田熊町となる[1][2]。
- 1953年（昭和28年）5月1日、御調郡重井村・大浜村・中庄村・三庄町・土生町、豊田郡東生口村と合併し、市制施行し因島市を新設して廃止された[1][2]。

### 地名の由来
土地（田）が湾曲（隈）していることによる。

## 産業
- 農業、海運、製塩、果樹[2]

### 造船
- 1938年（昭和13年）扇新開の塩田跡、西浜の一部を改修して占部造船設立[2]。その後、田熊造船、内海造船田熊工場と変遷[2]。